# Mięsień skośny zewnętrzny brzucha

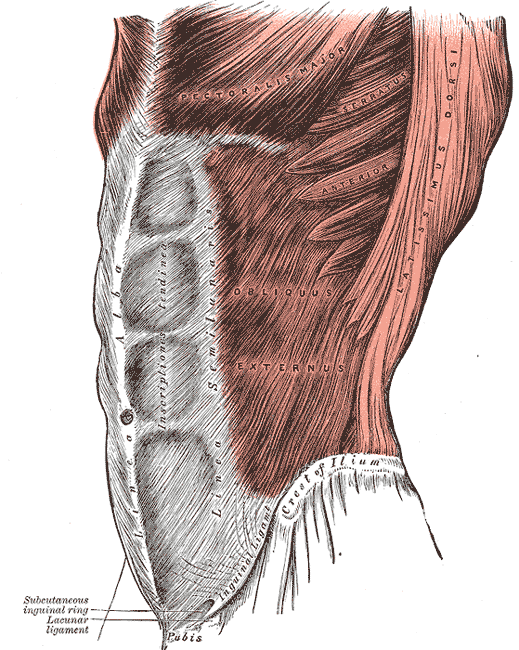
Mięsień skośny zewnętrzny brzucha podpisany obliquus externus.

Mięsień skośny zewnętrzny brzucha (łac. musculus obliquus externus abdominis) – w anatomii człowieka czworokątny, szeroki, płaski mięsień należący do grupy bocznych i przednich mięśni brzucha, leżący bezpośrednio pod skórą. Rozpoczyna się na zewnętrznej powierzchni ośmiu dolnych żeber (żebra V–XII) osobnymi wiązkami mięśniowymi schodzącymi skośnie w dół i do przodu pomiędzy wiązkami mięśniowymi mięśnia zębatego przedniego i mięśnia najszerszego grzbietu. Górna, większa część mięśnia przechodzi w płaskie rozcięgno, współtworzące z rozcięgnem mięśnia skośnego wewnętrznego brzucha (a w dolnej 1/3 także z rozcięgnem mięśnia poprzecznego brzucha) blaszkę przednią pochewki mięśnia prostego brzucha oraz przebiegającą w linii pośrodkowej brzucha kresę białą, w której włókna ścięgniste się kończą. Dolne włókna w okolicy przyśrodkowej rozchodzą się, pozostawiając otwór (pierścień pachwinowy powierzchowny) przez który przechodzi powrózek nasienny (u mężczyzn) lub więzadło obłe macicy (u kobiet). Część dolnych włókien przechodzi w więzadło pachwinowe, a te położone najbardziej z tyłu i na dole kończą się na wardze zewnętrznej grzebienia biodrowego.
Mięsień skośny wewnętrzny brzucha unaczyniony jest przez tętnicę okalającą biodro głęboką, dolne tętnice międzyżebrowe i tętnicę piersiową boczną, a unerwiony przez nerwy międzyżebrowe V–XII, nerw biodrowo-podbrzuszny (Th12, L1) i nerw biodrowo-pachwinowy (L1).
Mięsień ten działając jednostronnie zgina tułów w tę samą stronę i obraca w stronę przeciwną, działając obustronnie zgina tułów do przodu, pociąga klatkę piersiową ku dołowi i unosi miednicę (będąc mięśniem wydechowym), współdziała z mięśniem skośnym wewnętrznym tej samej strony powodując boczne zgięcie tułowia. Współdziała z pozostałymi mięśniami brzucha, przeponą i mięśniami dna miednicy w wytwarzaniu tłoczni brzusznej (prelum abdominis), pomagającej przy wydalaniu moczu, oddawaniu stolca i porodzie.